# Sant'Omobono
Sant'Omobono ou Igreja de Santo Homobono é uma igreja de Roma, Itália, localizada no sopé do Monte Capitolino, no rione Ripa. Construída no século XV, foi inicialmente batizada de San Salvatore in Portico. Quando a igreja foi cedida à "Università dei Sarti" (a associação dos alfaiates) em 1575, foi rededicada ao padroeiro deles, Santo Homobono.

## História
Do lado de fora da igreja estão ruínas de altares e templos romanos que remontam ao século VI a.C. Os templos foram identificados como sendo os da Fortuna e da Mater Matuta, ambos na região sagrada entre o Fórum Holitório e o Fórum Boário. O sítio arqueológico está atualmente (2015) sendo trabalhado por uma equipe conjunta da Sovraintendenza ai Beni Culturali de Roma, a Università della Calabria e a Universidade de Michigan.

## Galeria

Imagens da igreja
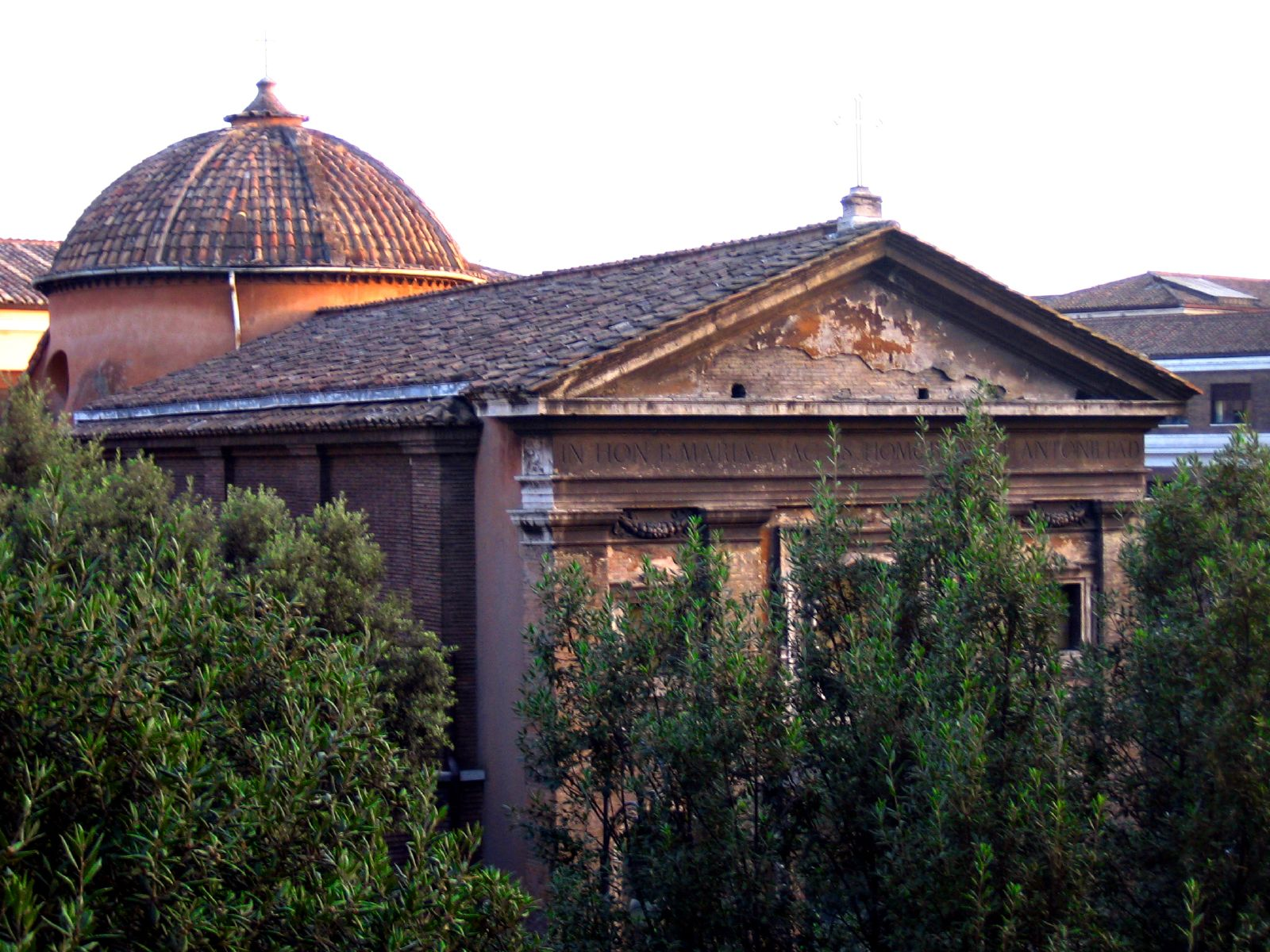
Vista da igreja.
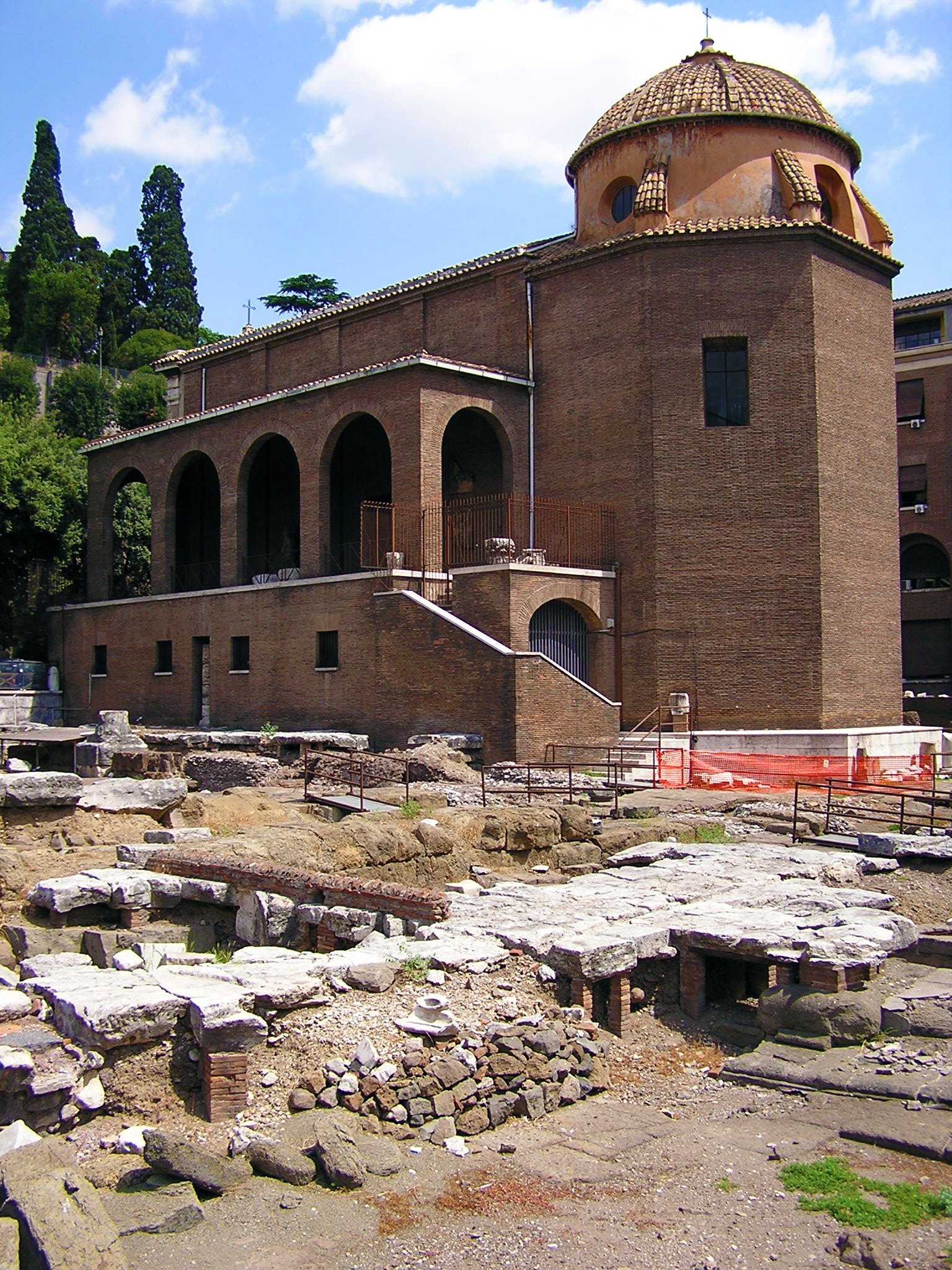
A área sagrada nas redondezas.
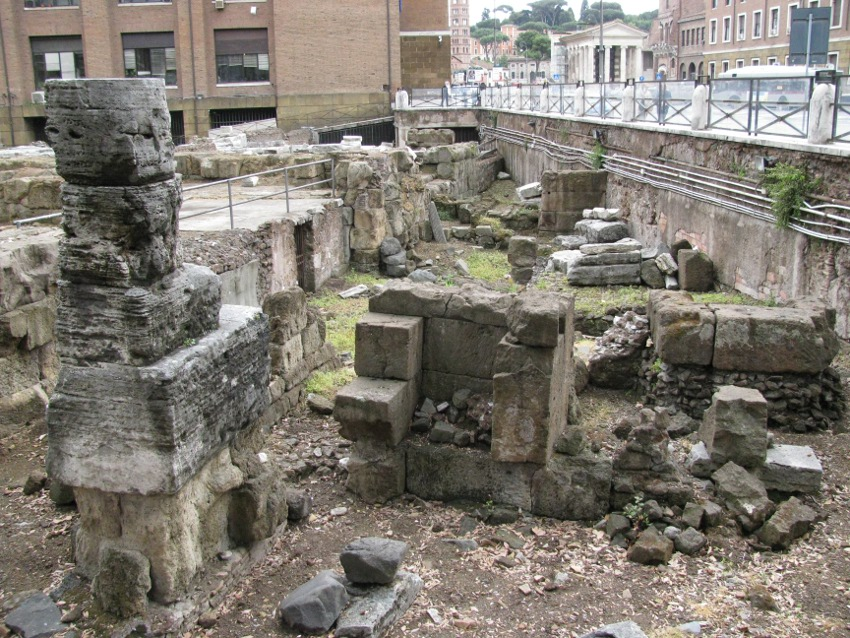
Área sagrada.